# Папандайян
Папандайян (индон. Gunung Papandayan, сунд. ᮌᮥᮔᮥᮀ ᮕᮕᮔ᮪ᮓᮚᮔ᮪ Gunung Papandayan) — действующий стратовулкан на острове Ява в 15 километрах от города Гарут.
Расположен в Индонезии. Кратер вулкана Папандайян находится на высоте 1800 метров. Со склона вулкана стекает тёплая река, температура которой достигает 42 °C. У подножия вулкана и на его склонах находятся грязевые котлы, горячие источники и гейзеры. Леса окружающей местности вулкана являются местом, где встречается реликтовый яванский эдельвейс (Anaphalis javanica). Популярный туристический объект в стране.

## Галерея

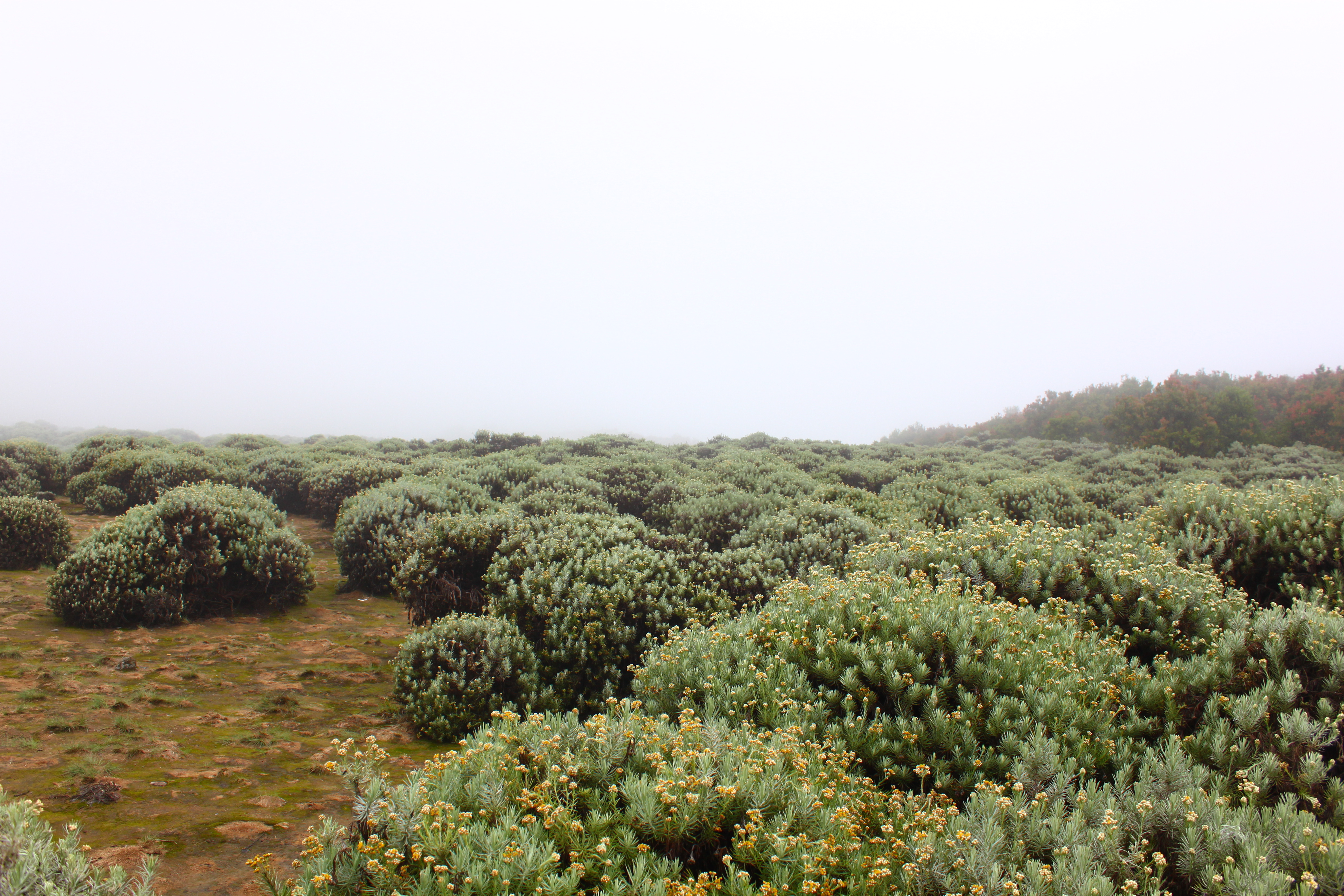
Яванский эдельвейс (Anaphalis javanica)
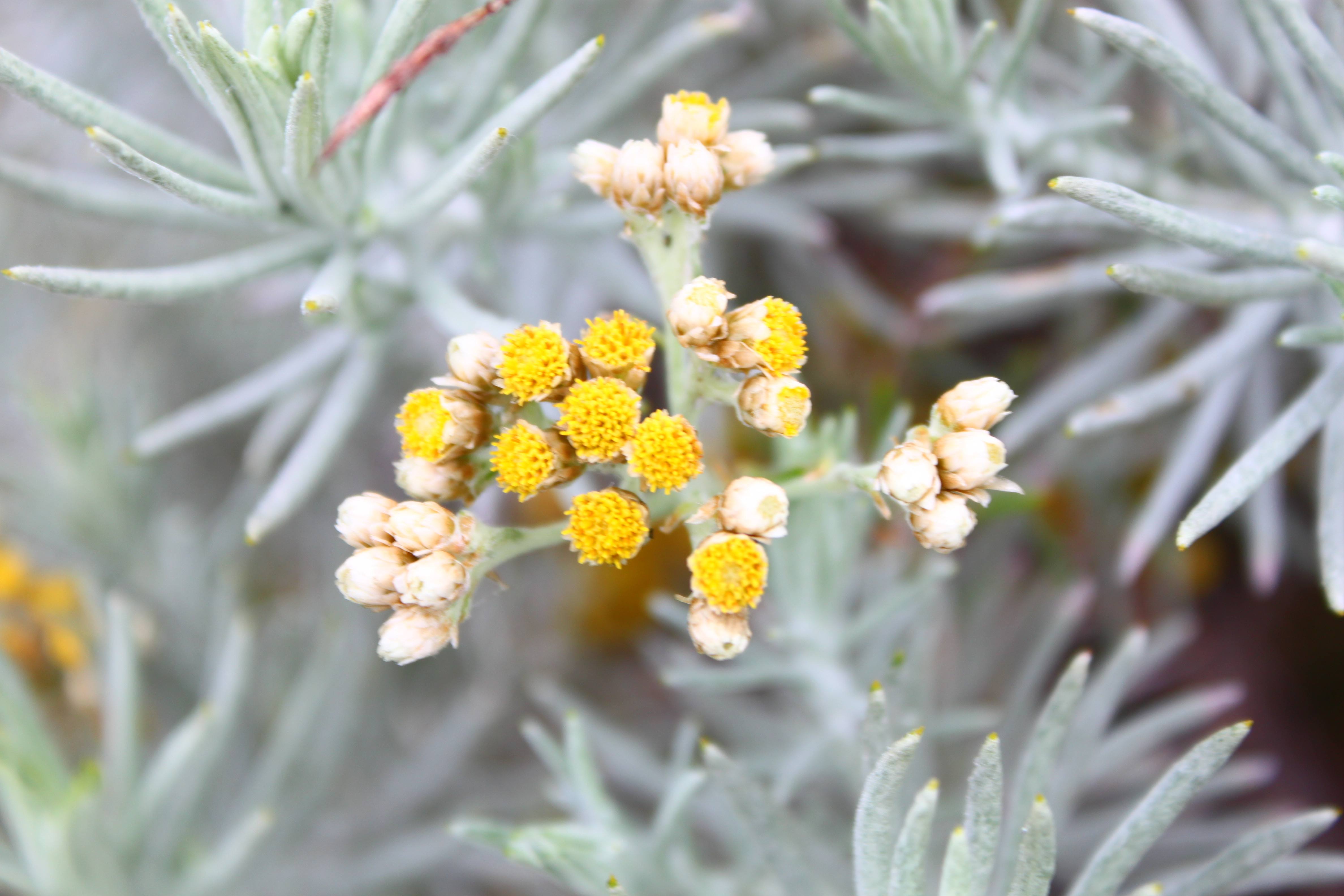
Цветы Anaphalis javanica
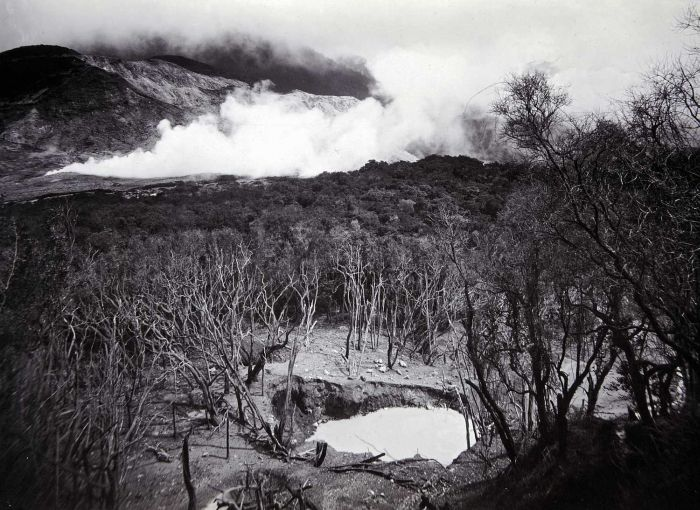
Вулкан в 1924 году
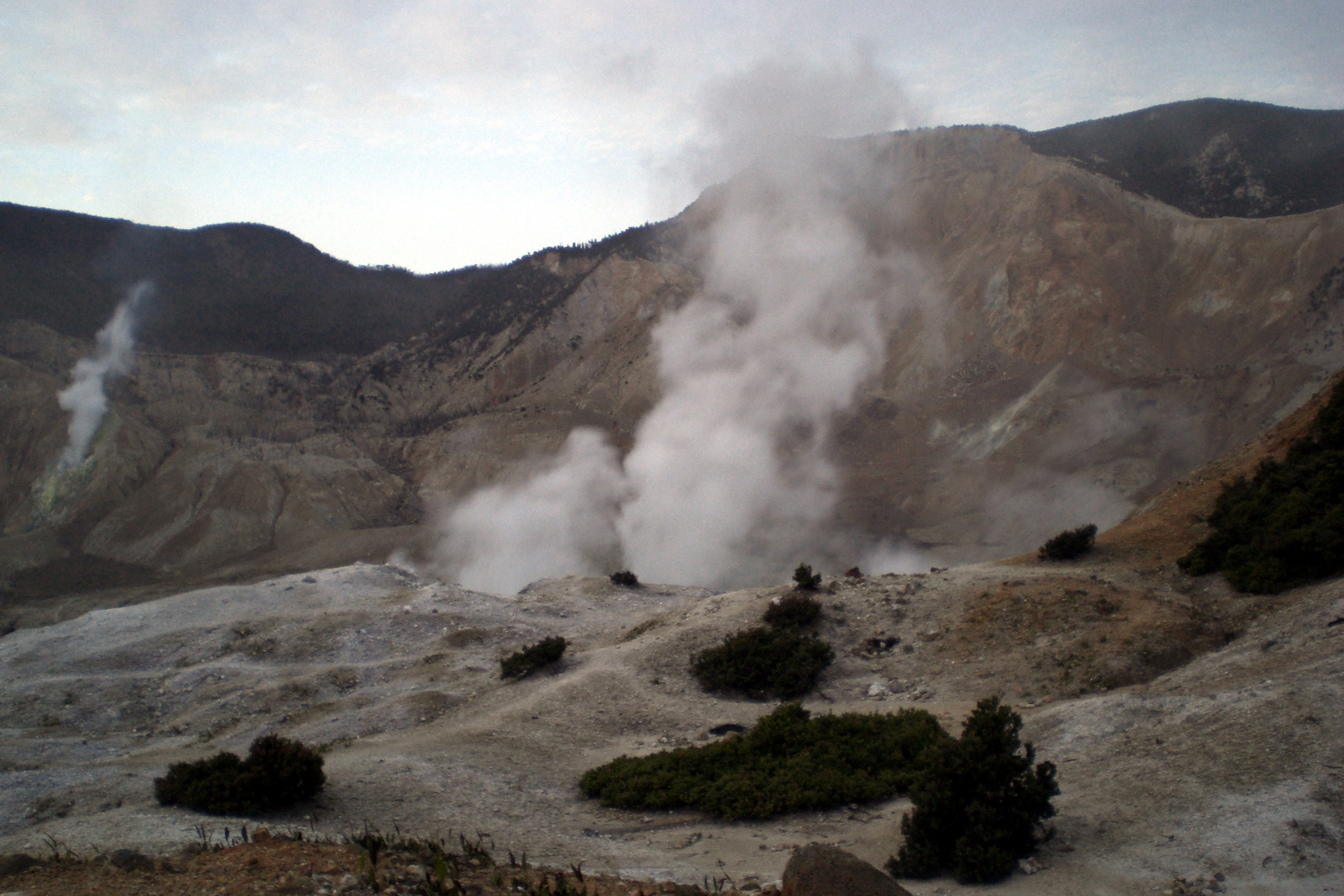
Фумаролы вулкана Папандайян
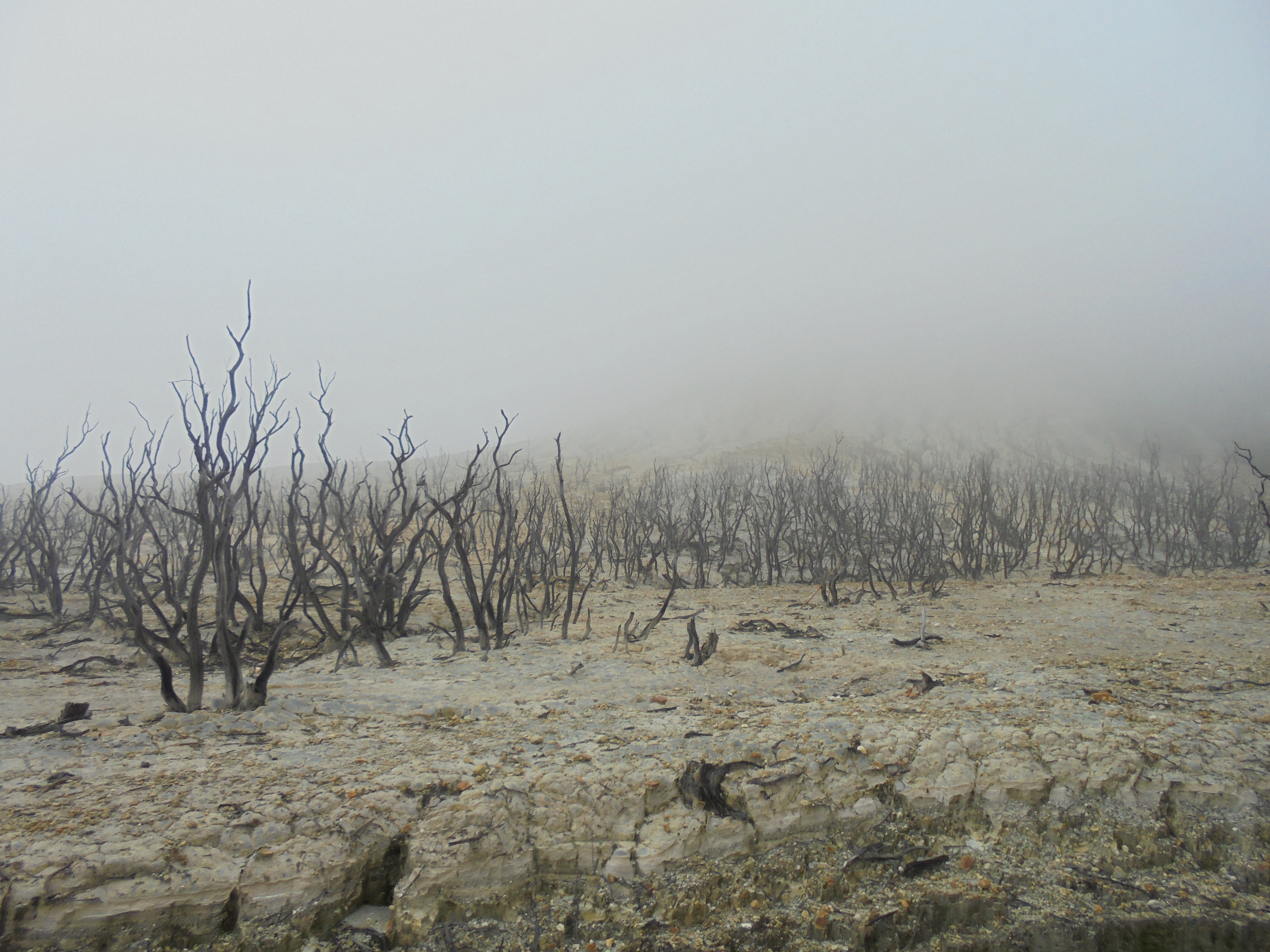
Мёртвый лес у подножия вулкана